# Gare de La Fouillouse
Gare de La Fouillouse – przystanek kolejowy w La Fouillouse, w departamencie Loara, w regionie Owernia-Rodan-Alpy, we Francji.
Jest przystankiem kolejowym Société nationale des chemins de fer français (SNCF), obsługiwanym przez pociągi TER Rhône-Alpes.